# Audiencia Provincial de Jaén

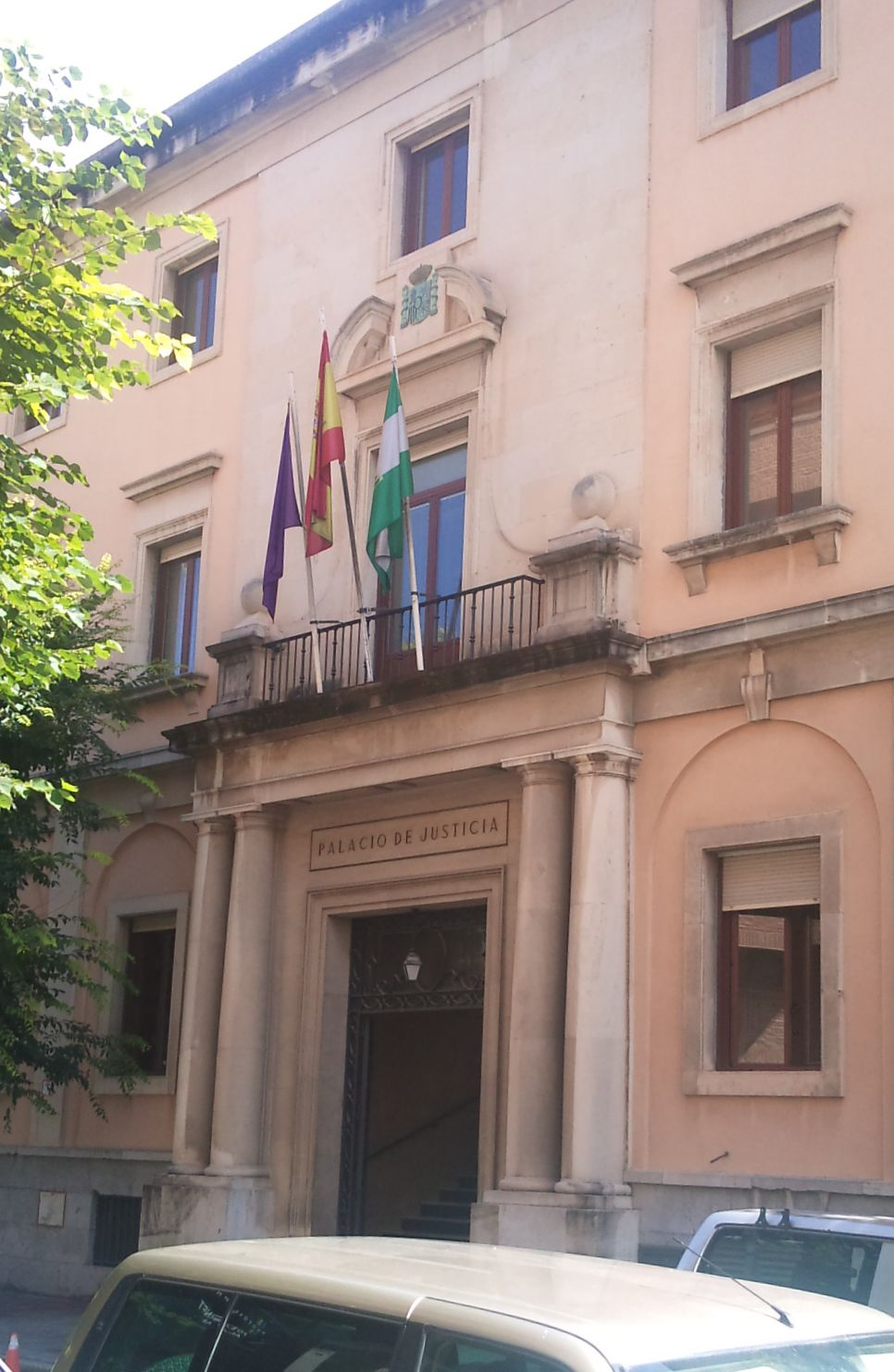
Palacio de Justicia de Jaén, sede de la Audiencia Provincial de Jaén.

La Audiencia Provincial de Jaén es un tribunal de justicia que ejerce su jurisdicción sobre la provincia de Jaén.
Conoce de asuntos civiles y penales. Cuenta con tres secciones: una civil (1) y dos penales (2 y 3).
Tiene su sede en el Palacio de Justicia de Jaén situado en la capital jienense. La actual presidenta de la Audiencia Provincial de Jaén es, desde 2009, Elena Arias-Salgado.